# Panicum urvilleanum
Panicum urvilleanum är en gräsart som beskrevs av Carl Sigismund Kunth. Panicum urvilleanum ingår i släktet vipphirser, och familjen gräs. Inga underarter finns listade i Catalogue of Life.